# Вінцентій Ключинський
Вінцентій Ключинський (пол. Wincenty Kluczyński; 30 вересня 1847, Шарковщина, Дісненський повіт — 11 лютого 1917, Алупка, Крим) — польський римо-католицький церковний діяч, архієпископ Могильовський (1910—1914), Слуга Божий Католицької Церкви.

## Біографія
Народився 30 вересня 1847 року в селищі Шарковщина Дісненського повіту (нині — Вітебська область, Білорусь) в родині сільського писаря Адольфа Ключинського та Францішки з роду Корсаків. Був найстаршим із трьох синів.
Початкову освіту здобув у Двинську (нині Даугавпілс). У 1865 році вступив до Духовної семінарії у Вільнюсі, а з 1867 року продовжив навчання в Римо-католицькій духовній академії в Санкт-Петербурзі. Закінчив академію у 1871 році зі ступенем магістра теології. Того ж року був висвячений на священника в Каунасі єпископом жмудським Мотеюсом Валанчусом.
Після висвячення був призначений професором Віленської духовної семінарії.
У 1889 році, як духівник Броніслави Станкович CSA, ініціював створення безгабітового Згромадження Сестер від Ангелів у Вільнюсі.
У 1910 році був призначений архієпископом Могильовським — очільником католицької архідієцезії, що охоплювала майже всю територію Російської імперії. Через це зазнавав переслідувань з боку царської влади. Очолював архідієцезію до 1914 року, коли Папа Бенедикт XV прийняв його відставку. Після цього отримав титулярне архієпископство Філіппополя у Фракії.
Після відставки мешкав переважно в Криму, де й помер 11 лютого 1917 року в Алупці.
Спочатку був похований у Санкт-Петербурзі на Виборзькому цвинтарі. У 1929 році його останки перевезли до Вільнюса й 17 квітня перепоховали в крипті катедрального собору.

## Процес беатифікації
Єпископ Вітебської дієцезії Владислав Блін на прохання Сестер від Ангелів ініціював процес беатифікації архієпископа Вінцентія Ключинського. Постулятором призначено о. Адама Сікорського MIC.